# Léon Dru
Pour les articles homonymes, voir Dru.
Victor Edmond Léon Dru, né le 10 mars 1837 à Paris et mort à Vez (Oise) le 28 avril 1904, est un ingénieur et entrepreneur français qui est à l'initiative de nombreux puits artésiens à Paris (La Butte-aux-Cailles commencé avec Louis-Georges Mulot), mais aussi en Russie et en Algérie.

## Biographie
Associé à Louis-Georges Mulot et Fils et à son frère Saint-Just Dru il termina le puits artésien de la Butte-aux-Cailles à Paris. À la mort de Mulot, son frère et lui fondèrent la maison Dru frères qui continue l'œuvre des puits artésiens, spécialement en Russie. 
Il rédigea en 1885 un mémoire à l'appui du projet de canal entre le Don et le Volga.    

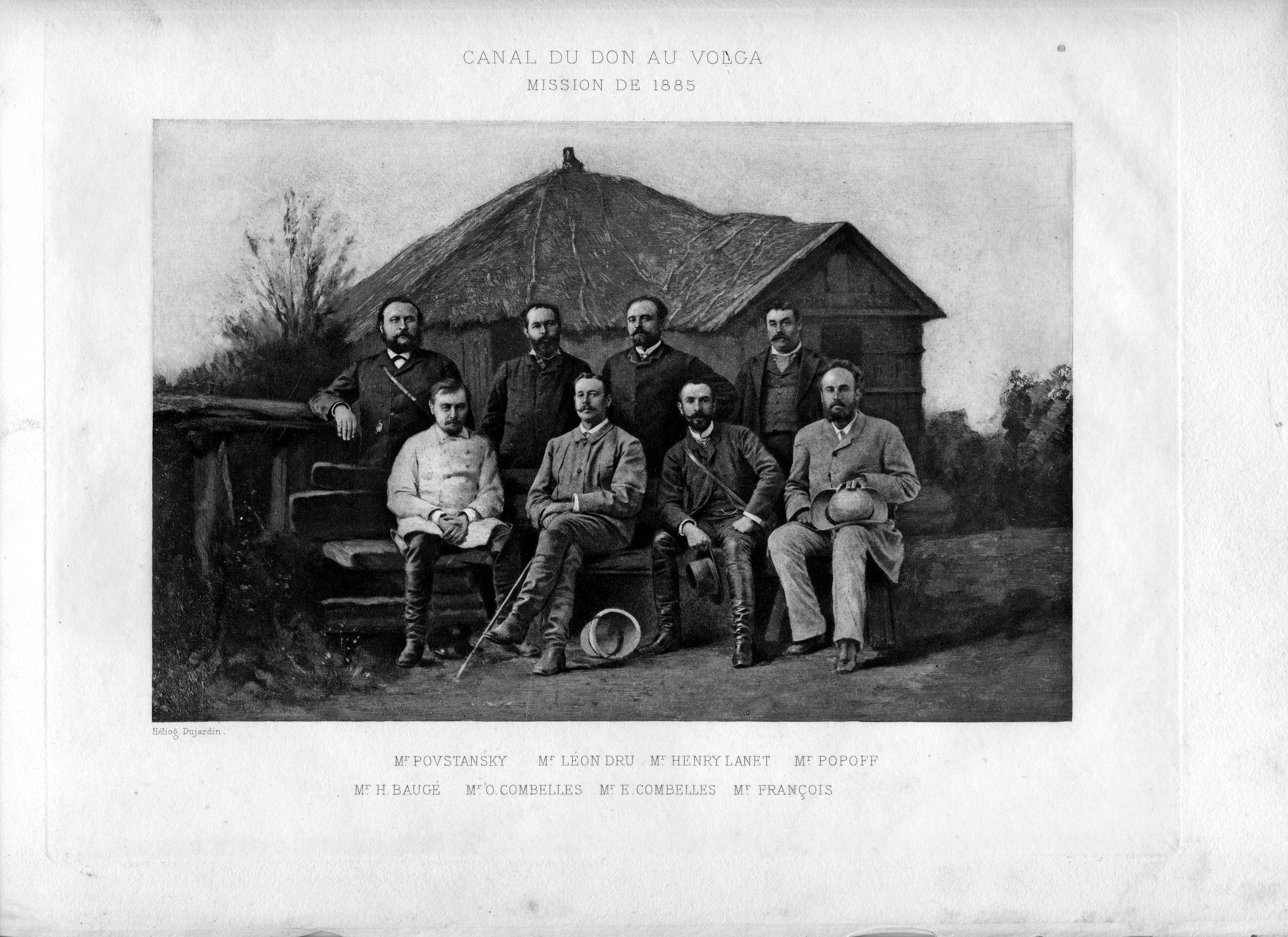

Il se maria le 17 mars 1872 à Paris avec Victorine Leontine Geibel. 
Il ne s'occupa pas seulement de puits artésiens, mais aussi de recherches de mines, d'études géologiques et d'ouvrages d'art, de fondations des monuments publics, des tracés de chemins de fer.
Sa maison participa aux études du Canal du Panama, en envoyant des ingénieurs et du matériel sur place, mais aussi à l'étude d'"un canal sous-marin entre la France et l'Angleterre" et aux études d'un chemin de fer du Sénégal au Niger.
Il publia diverses brochures sur les appareils de sondage et d'hydrologie en Tunisie et en Algérie.
Plus connu que son frère, parce qu'il acheta le château de Vez, dans l'Oise et devint maire de la ville. Il mourut en 1904 en léguant son château à l'État, plus une somme qui permit à celui-ci de racheter le château d'Azay-le-Rideau et deux œuvres d'art au Louvre.

## Récompenses
- Légion d'honneur